# 이소나
이소나(Lee So-na, 1991년 2월 21일 ~ )는 대한민국의 중요무형문화재 제57호 경기민요 전수자이며, 여성 트로트 가수이다.

## 개요
중요무형문화재 제57호 경기민요 전수자이며, 국악 경력만 20년(2020년 기준)째로 대통령 취임식에서 공연을 하며 실력을 인정받았다.
경기민요 전수자가 되고 전통 음악보다 창작 국악에 흥미를 더 가지면서 자연스럽게 트롯을 시작했다. 그리고 국악인이 아닌 트롯 가수로 인정받기 위해 5개월간 피나는 노력을 통해 창법을 바꿔 '트롯 전국체전'에 도전했다. '트롯 전국체전'3회에 참가하여 감독/코치진의 극찬과 함께 올스타를 받고 1라운드를 통과했고, 2라운드에서도 완벽한 하모니를 보이며 3라운드 진출을 확정지었다. 이소나는 “무대 위에서 나의 곡으로 박수 받고 싶은 꿈을 위해 ‘트롯 전국체전’에 지원했다”고 말했다. 2021년 MBN 오디션 프로그램 《헬로트로트》에서는 결승에 진출했다. 가수 최진희를 알리게 한 노래 〈사랑의 미로〉가 본인의 인생곡이라고 한다.

## 생애
이소나는 서울특별시에서 출생했으며, 출생한지 6개월도 되지 않아 부모님과 함께 아버지의 고향인 춘천시로 이사했다. 이소나의 이름은 부친이 '소나무'의 앞 두글자를 따서 지었다. 초등학교가 국악 시범 운영학교로 지정되면서 3학년 부터 가야금, 삼고무, 피아노를 배우며 예술에 흥미를 느끼고, 5학년 때 민요를 접하고 6학년 때 본인의 의지로 민요를 시작하면서 본격적으로 예술의 길로 들어섰다. 2008년 국립전통예술고 3학년 재학 중 《제26회 전주대사습놀이 학생전국대회》에 참가해 민요부분 장원을 하였고, 제17대 대통령 취임식 개막공연에도 참가하였다. 대학 졸업 후 국악인으로써의 삶에 대해 고민을 하다가 좋아하던 퓨전국악으로 행사무대에 서면서 트로트에 관심을 갖기 시작했다. '트롯 전국체전'에 참가하면서 본격적으로 트로트 가수로 전향하여 2021년 6월 데뷔했다. 2021년 5월, 7년간 교제하던 서울예술단 소속 동갑내기 배우와 결혼하였다.

## 데뷔
- 2000년부터 국악을 시작해서 2020년까지 경기민요 전수자로 활동하다가 '트롯 전국체전' 전후로 트로트 가수를 준비해서 2021년 6월 25일 싱글 앨범 《情(정)》을 발매하면서 트로트 가수로 데뷔하였다.

## 연예 활동
- KBS 2TV 《트롯 전국체전》3회 1라운드 '미스터리 지역선수 선발전'에 참가해 김지애의 <물레야>를 불러 남진, 김수희, 조항조, 설운도, 주현미, 김연자, 김범룡, 고두심 등 전국 팔도 대표 감독들의 극찬을 받았다. 본선 1라인드 가장 마지막에 출전해 강렬한 인상을 남겼다. 이소나의 무대 후 MC 윤도현은 “노래를 맛깔나게 잘한다”고 평가를 하는가 하면 김연자는 “경기민요 전수자가 아니라 트롯 가수인 줄 알았다”는 말도 했다. 이소나는 김범룡이 감독을 맡고 있는 자신의 고향 강원도로 지역을 택했다.[7]

- 2021년 1월 2일 KBS 2TV 《트롯 전국체전》 5회 2라운드 '지역별 팀대결'에 신미래, 황홍비, 공훈과 함께 '천연조미료' 팀으로 1차전에 출전하여 조용필의 <강원도 아리랑>을 열창, 첫 소절만으로도 8개 지역 대표 감독과 코치진, 응원단장을 미소짓게 했다. 이소나는 자신이 활동하던 강원도에서 자주 불렀던 <강원도 아리랑>을 구슬프면서도 구성지게 불렀다. 특히 '천연조미료'는 4인 4색 다채로운 목소리로 완벽한 하모니를 선사하는가 하면, 모두가 하나 된 무대로 함께 따라 부르는 즐거움까지 안겼다. 이에 서울 코치진 홍경민은 "얘네 원래 이렇게 잘했나?"하며 깜짝 놀랬고, 제주 코치진 주영훈은 “잘한다”고 극찬을 아끼지 않았다.[8] 이날 '천연조미료' 팀은 각자 개성있는 퓨전 스트일의 한복과 부채를 손에 쥐고 무대에 올라 '아리랑'의 아름다움을 배가시켰다. 전라 팀 '여걸쓰리'를 큰 점수차로 이겼지만, 강원 팀이 2차 대결에서 전라 팀에 패해, 결국 승부르기 대결이 이어졌다. 승부르기에서 강원 주장 공훈이 현역 가수 반가희를 근소하게 누르며, 강원 팀 전원이 3라운드에 진출했다.

- <유튜브 채널 - 이소나TV> - 2021년 1월 21일 소풍엔터테인먼트에서 유튜브채널 '이소나TV'를 개설해 팬들과 소통하기 시작했다. 매주 금요일 오후 2시에 커버곡을 올린다. 구독자는 2021년 2월 2일 821명, '트롯 전국체전' 이후 2021년 7월 16일 2,650명, 2022년 2월 16일 현재 4,400명이다.

- 2021년 11월 9일 종편 채널인 MBN의 트로트 오디션 《헬로트로트》에 참가하고 있다. 청명한 목소리와 탄탄한 가창력으로 무대마다 이목을 집중시키고 있다.

## 앨범
- 2020.12.20. 컴필레이션(옴니버스) 앨범 《트롯 전국체전 Part.3》수록곡 <물레야> (장르: 트로트)
- 2021.01.03. 컴필레이션(옴니버스) 앨범 《트롯 전국체전 Part.5》수록곡 <강원도 아리랑> 천연조미료(공훈, 신미래,이소나,황홍비), (장르: 트로트)
- 2021.06.25. 싱글 《情(정)》 수록곡 <정>,<달콤한 사랑> (장르: 성인가요, 발매사: (주)쿠킹뮤직, 기획사: 소풍엔터테인먼트)
- 2022.06.16. 싱글 《이놈의 사랑》 수록곡 <이놈의 사랑> (장르: 성인가요, 발매사: (주)쿠킹뮤직, 기획사: 소풍엔터테인먼트)

## TV
- 2021.05.06. 여수MBC 《오 마이 싱어》 93회, 이소나 & 김산하, 〈물레야〉(김지애), 〈미운사내〉(유지나)
- 2021.05.25. 여수MBC 《트로트 클라쓰》 18회, 〈달콤한 사랑〉,〈메들리: 정말 좋았네, 동백 아가씨, 물레야〉
- 2021.07.15. MBC충북 《더 트로트》 '조정민의 트롯큐', 게스트 〈인생은 물레방아〉,〈달콤한 사랑〉,〈여자의 일생〉
- 2021.07.23. KBS창원 《제2회 섬의 날 특집 - 찾아가고 싶은 섬 음악회》 통영국제음악당, 초대가수 〈배 띄워라〉,〈달콤한 사랑〉 (8월 8일 방영)
- 2021.08.19. MBC충북 《생방송 아침N》 '아침엔 트로트를 트로조(朝)',게스트 〈달콤한 사랑〉,〈추억으로 가는 당신〉
- 2021.08.12. 여수MBC 《여수! 트로트에 홀딱 빠지다》 '공연 영상 맛보기 및 비하인드 스토리 썰풀기!', 게스트(이소나, 트윈걸스)
- 2021.11.09. MBN 《헬로트로트》 참가
- 2021.12.21. 여수MBC 《트로트클라쓰 시즌2》 3회 '광양클라쓰! 나만의 힐링노래', 게스트, 〈달콤한 사랑〉,〈삼다도 소식〉
- 2023.02.04. JTV 《와글와글 시장가요제》 남원 용남시장, 〈이놈의 사랑〉
- 2022.02.08. 여수MBC 《트로트클라쓰 시즌2》 5회 '강남 클라쓰! 80’s 트롯트 전성기', 게스트, 〈달콤한 사랑〉,〈사랑의 미로〉
- 2022.03.11. KBS부산 《아침마당 부산》 686회 가수 김추리,이소나 편,〈달콤한 사랑〉,〈물레야〉,'갈치도 이노래'〈나 항상 그대를〉
- 2022.03.28. KBS부산 《KBS부산 스페셜》아침마당-김추리, 이소나 편
- 2022.06.18. MBC 《가요베스트》 '2022 씨원아일랜드 그랜드 오픈기념 축하공연', 〈이놈의 사랑〉,〈목포의 눈물〉
- 2022.07.03. MBC 《가요베스트》 '신안 자은도', 〈이놈의 사랑〉
- 2022.08.14. LIVE. ON 《TRRO & 7080》 생방송, 인터뷰, 〈이놈의 사랑〉
- 2022.10.09. KBS 1TV 《전국노래자랑》'춘천시편', 초대가수 〈이놈의 사랑〉
- 2023.03.03. 여수MBC 《트로트 클라쓰 시즌3》 순천 공개방송
- 2023.05.01. JTV 《와글와글 시장가요제》군산 대야시장
- 2023.05.03. MBC 《가요베스트》 '2023 담양대나무축제 축하공연' (담양 추성경기장), 〈이놈의 사랑〉

#### KBS 1TV 〈가요무대〉
- 2021.03.08. KBS 1TV 《가요무대》 1692회 '청춘예찬', 〈물레야〉
- 2021.06.21. KBS 1TV 《가요무대》 1406회 '6월의 노래', 〈님 계신 전선〉
- 2021.09.20. KBS 1TV 《가요무대》 1717회 '〈추석특집〉고향이 좋아', 〈태평가〉
- 2021.11.22. KBS 1TV 《가요무대》 1726회 '패션 가요', 〈노란 셔츠의 사나이〉
- 2022.01.10. KBS 1TV 《가요무대》 1733회 '달력', 〈달타령〉
- 2022.06.06. KBS 1TV 《가요무대》 1753회 '호국 보훈의 달', 〈굳세어라 금순아〉(현인)
- 2022.07.11. KBS 1TV 《가요무대》 1758회 '대한민국 방방곡곡(坊坊曲曲)', 〈울고 넘는 박달재〉(박재홍)
- 2022.09.20. KBS 1TV 《가요무대》 1766회 '2022 세계 유기농 엑스포 성공 기원', 〈풍년가〉(경기민요), 〈흙에 살리라〉전출연자
- 2022.10.24. KBS 1TV 《가요무대》 1771회 '진주남강유등축제', 〈노들강변〉(박부용)
- 2023.04.10. KBS 1TV 《가요무대》 1794회 '노래 따라 철길 따라', 〈목포행 완행열차〉(장윤정)

#### 〈전국 TOP10 가요쇼〉
- 2021.05.26. JTV 《전국 TOP 10 가요쇼》 '트롯 전국체전' 특집
- 2021.06.12. JTV 《전국 TOP 10 가요쇼》 852회 '라이징 스타와 함께',〈달콤한 사랑〉,〈러브레터〉 신미래X이소나
- 2021.06.26. JTV 《전국 TOP 10 가요쇼》 854회, 〈달콤한 사랑〉
- 2021.12.18. G1방송 《전국 TOP 10 가요쇼》 876회 (인제 기린다목적실내체육관),〈미운사내〉,〈달콤한 사랑〉
- 2022.01.22. G1방송 《전국 TOP 10 가요쇼》 초대가수 〈정〉,〈당신만을 사랑해〉,〈어차피 떠난 사람〉,〈미운 사랑〉이소나X강문경
- 2022.04.30. G1방송 《전국 TOP 10 가요쇼》 891회 (삼척해수욕장),〈사랑의 미로〉,〈바람에 흔들리고 비에 젖어도〉
- 2022.06.25. G1방송 《전국 TOP 10 가요쇼》 899회 (고성군 고성공설운동장 야외 특설무대),〈바람에 흔들리고 비에 젖어도〉,〈이놈의 사랑〉
- 2022.04.08. G1방송 《전국 TOP 10 가요쇼》 937회 (춘천 레일바이크),〈이놈의 사랑〉,〈최고다 당신〉

#### 〈트롯 전국체전〉
- 2020.12.05. KBS 2TV 《트롯 전국체전》1회 개막행사
- 2020.12.19. KBS 2TV 《트롯 전국체전》3회 1라운드 '미스터리 지역선수 선발전', 〈물레야〉(김지애), 올스타, 지역 강원
- 2021.01.02. KBS 2TV 《트롯 전국체전》5회 2라운드 '지역별 팀대결', 〈강원도 아리랑〉(조용필), 천연조미료 팀(신미래, 이소나, 황홍비, 공훈), 3라운드 진출

## 라디오
- 2021.04.08. 여수MBC 《신나는 오후》게스트(이소나 & 두리), <내장산>,<꽃바람>,<미운사내>,<한 많은 대동강>,<흑산도 아가씨>
- 2021.05.26. CJB JOY FM 《박용관의 라디오쇼》 게스트
- 2021.06.26. TBN 강원교통방송 게스트
- 2021.07.01. 여수MBC 《신나는 오후》게스트(이소나 & 마이진),<달콤한 사랑>,<메들리: 정말 좋았네, 동백아가씨, 물레야, 강원도 아리랑>,<추억으로 가는 당신>,<정(情)>,<당신만을 사랑해>
- 2021.07.16. TBS 《최일구의 허리케인 라디오》'서바이벌 힘든싱어', <미운사내>,<추억으로 가는 당신>
- 2021.08.24. KBS Happy FM 《김혜영과 함께》 '화요초대석', 게스트(이소나 & 강혜연) <10분 내로>,<달콤한 사랑>
- 2022.02.03. 원주MBC 표준FM, 엠보Sing 《트로트팡팡》, 이소나&지원이&김추리,〈사랑님〉,〈달콤한 사랑〉
- 2023.04.14. 안동MBC 표준FM 《홍형철, 반은혜의 즐거운 트로트 세상》 김추리 & 이소나,〈이놈의 사랑〉,〈빙빙빙〉(김용임),〈사랑의 미로〉
- 2022.07.28. 여수MBC 《신나는 오후》 게스트 〈달콤한 사랑〉,〈울고넘는 박달재〉,〈노래하며 춤추며〉,〈이놈의 사랑〉,〈이소나 메들리〉
- 2022.09.15. MBC경남 《즐거운 오후2시》게스트〈이놈의 사랑〉,〈배 띄워라〉,〈사랑의 미로〉,〈노란 샤쓰의 사나이〉
- 2022.10.26. KBS Happy FM 《김혜영과 함께》 최진희 & 이소나,〈이 놈의 사랑〉,〈노란 샤쓰의 사나이〉
- 2023.03.22. 안동MBC 표준FM 《홍형철, 반은혜의 즐거운 트로트 세상》 소유미 & 이소나,〈이놈의 사랑〉,〈최고다 당신〉,〈메들리: 개여울, 당신만을 사랑해, 사랑의 미로〉
- 2023.05.17. MBC 표준FM 《이윤석, 신지의 싱글벙글쇼》 '익명가왕', 게스트 '우리의 개발을 찾아서',〈오늘이 젊은날〉,〈사랑의 미로〉
- 2023.05.24. MBC 표준FM 《이윤석, 신지의 싱글벙글쇼》 '익명가왕', 게스트 '우리의 개발을 찾아서', 〈얄미운 사람〉,〈뒤늦은 후회〉,클로징〈이놈의 사랑〉

## 공연
- KBS와 함께하는 《1004 천사데이 사랑나눔 콘서트》
- 국악방송 개국 15주년 《기적의 아리랑》
- 마당놀이 《놀보가 온다》(국립극장)
- 《세계 보안 엑스포 VIP 개회식》 축하공연 (일산 킨텍스)
- 제17대 대통령 취임식 개막 축하공연
- 제18대 대통령 당선 축하공연
- 2015.11.26. 오정해와 함께하는 《2015 아리랑앙상블 콘서트》 (강진아트홀 대공연장), 보컬 담당
- 2018.12.15. 마당놀이 《춘풍이 온다》 (국립극장 달오름극장 ), 배우 출연
- 2021.07.09. 여수MBC 《여수! 트로트에 홀딱 빠지다》 1부 (여수엑스포컨벤션센터), <천상재회>,<메들리: 정말 좋았네/동백아가씨/물레야/강원도 아리랑>

## 행사
- 2019.09.12. 《2019 대한민국아리랑 어울림 한마당축전》(평창백일홍축제 특설무대), 초대가수
- 2019.10.03. 《2019 대한민국아리랑 어울림 한마당축전》(횡성 한우축제장 특설무대), 초대가수
- 2021.10.09. 안동MBC 《2021 풍기인삼축제》 '슬기로운 풍기인삼 릴레이 콘서트', 온라인 축제, 초대가수, <달콤한 사랑>,<별 빛 같은 나의 사랑아>,<메들리:정말 좋았네,동백아가씨,물레야,강원도 아리랑>
- 2022.08.18. 《제9회 예천 용궁순대축제》 , 초대가수 〈이 놈의 사랑〉,〈민요 메들리〉,〈김용임 메들리〉
- 2022.11.11. 《제16회 청송사과축제 기념 - 세계유교문화축전 트로트콘서트》 (청송 용정천 현비암 일원), MC, 초대가수 〈이놈의 사랑〉, 〈민요메들리:배띄워라,뱃노래,강원도아리랑〉
- 2023.04.21. 《2023 화순 고인돌축제》 개막 축하공연, 〈이놈의 사랑〉,〈노란셔츠의 사나이〉

## 경력
- 2022.04. ~ 2023.03. 풋살팀 《FC트롯퀸즈》창단 멤버

## 수상
- 2004년 《2004 강원도 중고등학생 종합실기대회》 국악성악부문 1위
- 2007년 《전국 경서도 소리 경연대회》 학생부 최우수상
- 2008년 《제26회 전주대사습놀이 학생전국대회》 민요 장원[9][10]
- 2011년 《제38회 춘향국악대전》 일반부 민요 최우수상
- 2012년 《2012 강원도 문화예술계 주목받는 3인》 국악부문 선정
- 2021년 MBN《헬로트로트》 결승 9위

## 학력
- 2009년 2월 국립전통예술고등학교 음악과 졸업
- 한국예술종합학교 전통예술원 (민요) 졸업

## 자격, 면허
- 2014년 중요무형문화재 제57호 경기민요 전수자 지정[11]

## 기타
- 신체 : 163cm, 45kg, B형
- 개인기 : 해금 소리 성대모사, 고양이 울음소리
- 반려묘 이름 : 버미, 랑이
- 생일 : 음력 1울 7일